# 沙特拉爾峰
45°19′54″N 06°57′18″E / 45.33167°N 6.95500°E
沙特拉爾峰（法語：Pointes du Châtelard），是法國的山峰，位於該國東北部奧文尼-隆-阿爾卑斯大區，由薩瓦省負責管轄，屬於瓦努瓦斯山的一部分，海拔高度3,479米。